# Конвенція СНД про стандарти демократичних виборів, виборчих прав та свобод
Конвенція про стандарти демократичних виборів, виборчих прав і свобод у державах — учасницях Співдружності Незалежних Держав (рос. Конвенция о стандартах демократических выборов, избирательных прав и свобод в государствах — участниках Содружества Независимых Государств) — конвенція СНД, підписана в жовтні 2002 року і набула чинності в 2003 році, після ратифікації трьома державами (Киргизією, Росією та Таджикистаном). Пізніше учасниками конвенції стали також Вірменія, Молдова, Казахстан та Білорусь. До країн, що підписали конвенцію, належать також Грузія та Україна (обидві супроводжували підписання застереженнями). Проєкт конвенції розробили з ініціативи ЦВК РФ колективом на чолі із членом ЦВК РФ У.І. І. Лисенка.
У липні 2011 року конвенція була визнана рамковою нормою права в невизнаній Придністровській Молдавській Республіці ухвалою Верховної Ради.